# Kerstin Cook
Kerstin Cook es una modelo suiza de padres ingleses nacida el 15 de abril de 1989 en la ciudad de Lucerna, modelo de profesión y representante de Suiza en el certamen Miss Universo 2011.
Kerstin tiene una relación con un jugador del equipo Lucerna FC llamado Silvan Buchli con quien ha estado desde el año 2007.